# 第四戰區冬季作戰
1939年11月26日至1940年4月1日，國民政府軍事委員會發動冬季攻勢。
1939年11月15日，日軍第5師團與台灣旅團、佐世保陸戰隊一部於欽州灣登陸，11月20日推進至鬱江南岸。1939年11月27日至1940年1月10日，第四戰區奉命參與冬季作戰，在崑崙關、高峰坳與日軍激戰，最後演變成桂南會戰。國軍傷亡約一萬一千餘人。

## 參戰部隊

### 日本軍隊作戰序列
華南方面軍司令安籐利吉
- 陸軍第21軍司令安籐利吉〔兼〕
  - 第5師團
  - 第18師團
  - 第38師團
  - 第104師團
  - 台灣旅團、獨立第15混成旅團
  - 近衛師團混成旅團
  - 野戰重砲兵第2、10聯隊

海軍第5艦隊司令高須四郎
- 第1、2、14航空隊
- 第1砲艦隊
- 第9戰隊

### 中國軍隊作戰序列
第四戰區司令張發奎
- 第十二集團軍總司令余漢謀
  - 第62軍黃濤
  - 第63軍張瑞貴
  - 第65軍繆培南
  - 獨立第20旅
  - 第151師
- 第54軍陳烈
- 第76師
- 戰區游擊總指揮香翰屏
  - 第3游擊縱隊
  - 第4游擊縱隊